# Szépjuhászné
A Szépjuhászné Budapest II. kerületében található terület, a Budakeszi út legmagasabb pontján, a János-hegy és a Nagy-Hárs-hegy közötti hágóban, az úgynevezett Budakeszi-völgyben, ahol 350 méter magasságban kisebb kirándulóközpont létesült. A hágó feletti erdőborította nyereg a Szépjuhászné-nyereg, amely agyagból és lösztartalmú hordalékokból épült fel. 1949 és 1992 között Ságvári-liget volt a neve.

## A név eredete
A monda szerint Hunyadi Mátyás itt ismerkedett meg egy szép juhásznéval.
A 18. század közepétől kedvelt kirándulóhelyen Pavianovics János építette fel a Szép Juhászné nevű vendéglőt.

## Látnivalók a közelben

### Az egykori pálos kolostor
A közelben a hegyoldalban volt a budaszentlőrinci pálos kolostor, amelynek ma is láthatóak az alapjai, ill. falmaradványai.

### Barlangok
A kolostorromok környékén található a fokozottan védett Bátori-barlang, a Hárs-hegyi Szent Miklós-barlang és a Hárs-hegyi-üreg.

### Gyermekvasút
1949-ben  a közelben építették ki a Gyermekvasút Szépjuhászné (eredetileg Ságvári-liget) nevű  állomását, amelynek felvételi épületében váróterem, állomásfőnöki és forgalmi iroda, pénztárhelyiség és szociális létesítmények találhatók. A Gyermekvasút megnyitásakor a környéket parkosították. Az állomás környékén túlnyomó többségében örökzöld cserjékből és fenyőkből alakítottak ki ligetet. Az állomásépületben kezdetben büfé, majd étterem működött, újabban ismét büfé üzemel.

### Kilátók
A Szépjuhásznétól induló turistautak három kilátót is érintenek a közelben: a Kis-Hárs-hegyen 1977-ben épült, majd 2008-ban újjáépített Makovecz Imre-kilátó alig negyedórás sétával érhető el innen, míg a Nagy-Hárs-hegyen emelt Kaán Károly-kilátóhoz és a János-hegy csúcsát ékesítő Erzsébet-kilátóhoz valamivel hosszabb kirándulással juthatunk el.

## Megközelítése
A 22-es busz, a 22A busz és a 222-es busz megáll a Szépjuhásznénál.

## Egyéb érdekességek
2005-ben a madarak és fák napja alkalmából jelképesen örökbe fogadta a Magyar Olimpiai Bizottság környezetvédelmi csoportja. Kósz Zoltán vízilabdázó és Martinek János öttusázó olimpiai bajnok is támogatták a kezdeményezést.

## Külső hivatkozások
- Gyermekvasút
- Túrák Szépjuhásznéra